# Бения, Дзука Махмедович
Бения Дзука Махмедович — мастер спорта СССР, почётный мастер спорта Абхазии по вольной борьбе, заслуженный работник физкультуры и спорта Абхазской АССР, Заслуженный тренер Грузинской ССР, кавалера ордена «Ахьдз-Апша» III степени.

## Биография
Родился 12 января 1941 года.
Дзука Махмедович Бения является одним из основателей Гудаутской школы борьбы.
За долгую тренерскую работу подготовил три десятка мастеров спорта СССР и России, среди которых мастера спорта СССР международного класса, чемпионы СССР и Европы: Раш Хутаба и И. М. Зарандия, призёр чемпионата мира среди юношей Баграт Хутаба и чемпион мира среди юношей Инар Кетия. Четыре воспитанника Дзуку Бения работают тренерами в Гудаутской ДЮСШ и продолжают спортивные традиции.
В настоящее время Дзука Бения — директор Гудаутской детско-юношеской спортивной школы.
Участник войны в Абхазии 1992—1993 годов.
Кавалер ордена «Ахьдз-Апша» ІІI степени.